# 이향원 (아나운서)
이향원(1991년 12월 8일 ~)은 대한민국의 TBC 대구방송 아나운서이다.

## TV
- TBC 굿모닝뉴스
- TBC 대경뉴스광장
- SBS 뉴스퍼레이드 네트워크 현장 대구 연결
- SBS 오 뉴스 네트워크 현장 대구 연결
- 생방송 굿데이 프라이데이
- 생방송 이목집중

## FM
- TBC 낮 종합뉴스